# Rhein-Flugzeugbau Fantrainer
Der Rhein-Flugzeugbau Fantrainer ist ein vom Flugzeughersteller Rhein-Flugzeugbau konstruiertes und gebautes Flugzeug für das anfängliche und fortlaufende Training von Jet-Piloten. Im Zusammenhang mit der beabsichtigten Produktionswiederaufnahme, initiiert von der Fanjet Aviation GmbH, firmiert der Fantrainer 600 heute unter dem Namen „Fanjet 600“.

## Geschichte

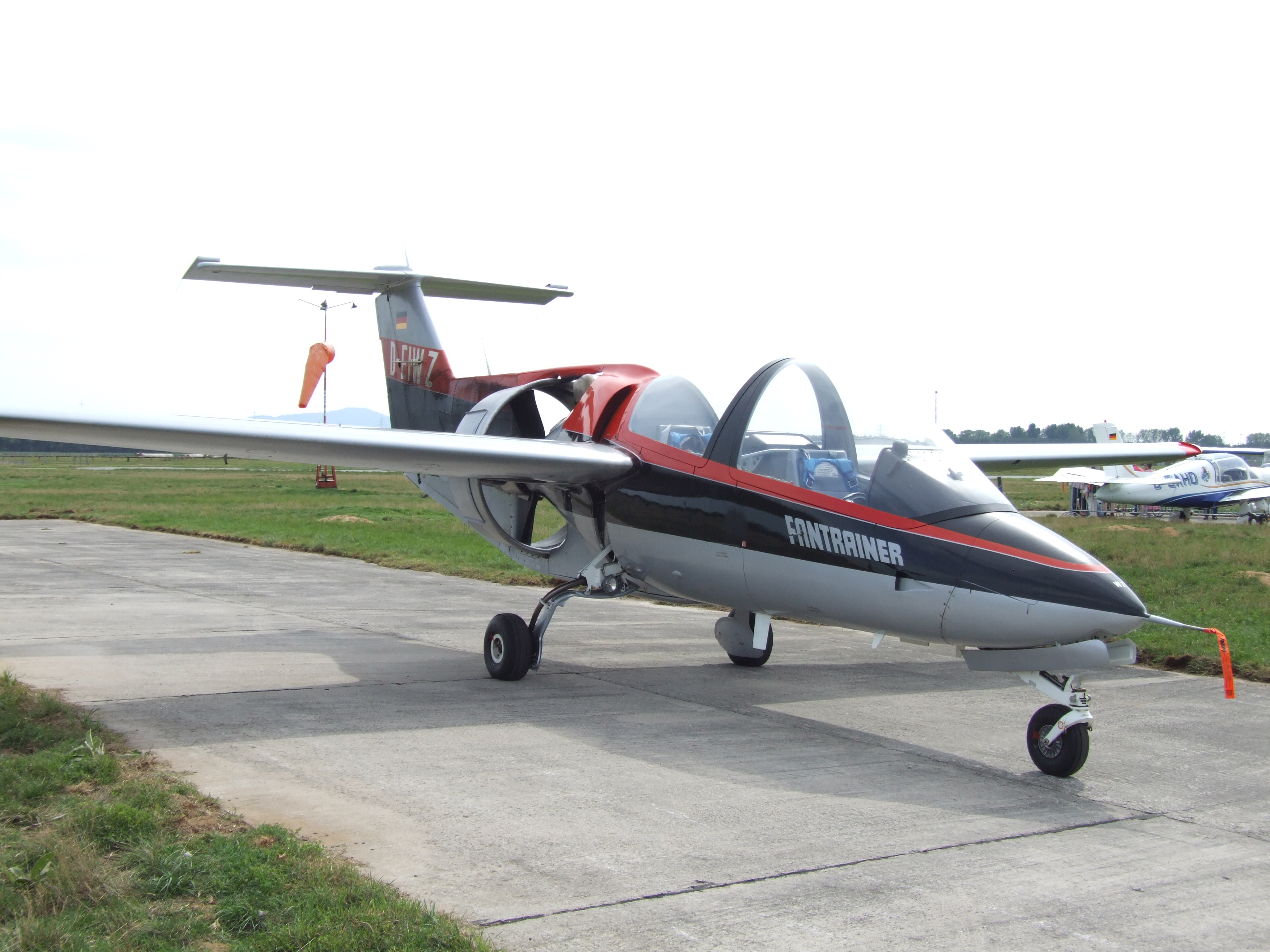
RFB Fantrainer

Als mit Beginn der 1970er Jahre bei vielen Luftstreitkräften die Erkenntnis reifte, dass eine fortgeschrittene Pilotenausbildung aufgrund neuer, technologisch hochwertiger Systeme deutlich teurer werden würde, wurde nach einer Alternative gesucht, die einerseits die Flugeigenschaften eines Strahlflugzeugs, andererseits die niedrigen Kosten eines Propellerflugzeugs beinhalten sollte.
Beim Mönchengladbacher Flugzeugbau-Unternehmen Rhein-Flugzeugbau hatte man schon Ende der sechziger Jahre umfangreiche Erfahrungen in der Anwendung von Mantelschrauben-Antrieben gesammelt. Anhand des Mantelschrauben-Versuchsträgers RFB Sirius konnte Hanno Fischer schon 1968 das jetähnliche Verhalten eines Flugzeugs demonstrieren, das mit einer hinter dem Cockpit im Rumpf angeordneten Mantelschraube betrieben wurde. Auf der ILA 1970 stellte Rhein-Flugzeugbau erstmals Projektskizzen eines zivilen Reiseflugzeugs und eines militärischen Trainers mit Mantelschrauben-Antrieb der Öffentlichkeit vor. Dieser erste Fantrainer-Entwurf hatte wie der seinerzeit erprobte Sirius I noch ein tiefliegendes Höhenleitwerk. Das zivile und militärische Flugzeug unterschieden sich nur in der vor dem Mantelschrauben-Antrieb angeordneten Cockpitsektion, die austauschbar sein sollte, um diesen Teil künftig möglichst schnell auf das jeweilige Zielmuster anpassen zu können.
Da die Luftwaffe 1970 kein Interesse an der Entwicklung zeigte, begann man bei Rhein-Flugzeugbau nach Abschluss der Sirius-Erprobung mit Unterstützung des Landes Nordrhein-Westfalen 1972 zunächst mit der Entwicklung der zivilen Variante unter der Bezeichnung Rhein-Flugzeugbau Fanliner. Erst nach dessen erfolgreichem Erstflug 1973 zeigte die Bundesluftwaffe Interesse an einer Erprobung der militärischen Variante als Nachfolgemuster für die Piaggio P.149. Im März 1975 erhielt Rhein-Flugzeugbau vom Bundesverteidigungsministerium den Auftrag zum Bau zweier Prototypen des militärischen Fantrainers.

## Konstruktion

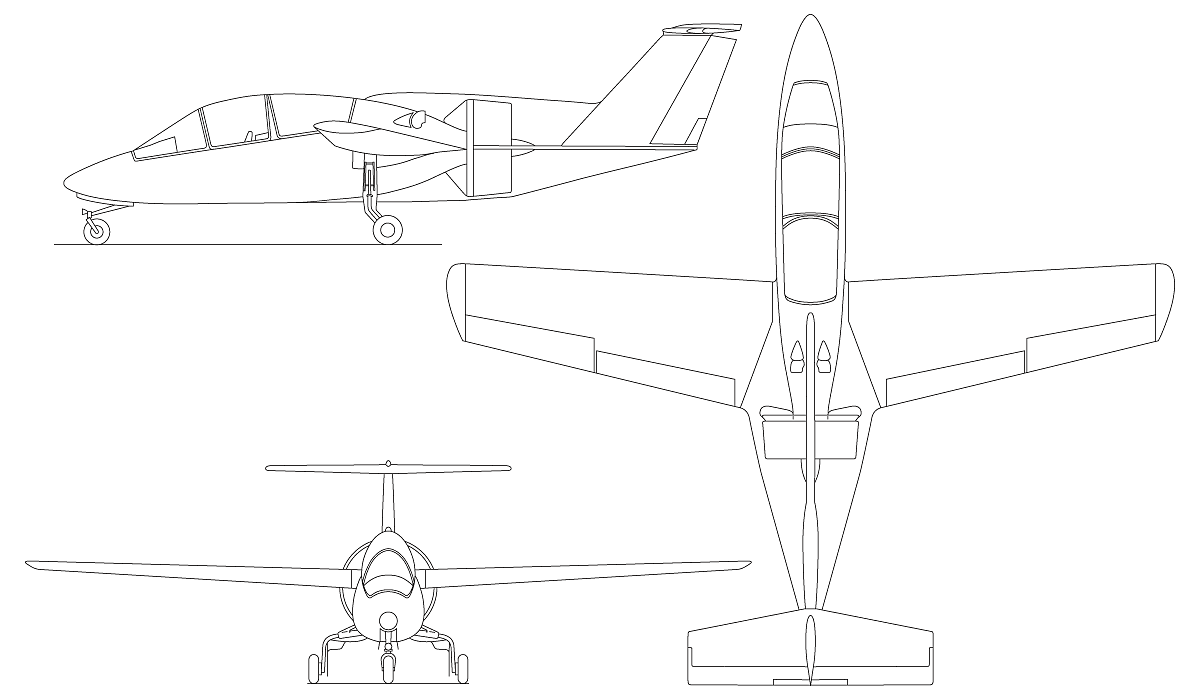
ATI-2

Als Ausgangsmuster für den militärischen Fantrainer diente Hanno Fischer der bereits existierende Fanliner I. Anstelle des Sportflugzeug-Cockpits erhielt der Fantrainer eine Cockpitsektion, die an den bei der Luftwaffe als Aufstiegsmuster verwendeten Alphajet angelehnt war. Das Heck mit dem Mantelschraubenantrieb wurde einschließlich des Wankelmotors vom Fanliner übernommen. Da die von der Grumman Yankee übernommenen Tragflächen des Fanliners kein jetähnliches Verhalten ermöglichten, entschloss sich Fischer zur Verwendung der negativ gepfeilten Kunststoff-Flügel aus der LFU-205-Entwicklung der Leichtflugtechnik Union GmbH. Vorgesehen waren, wie bereits bei Hanno Fischers Rheinflug RW-3, zwei Tragflächenvarianten. Zur Anfängerschulung sollte der Fantrainer mit längeren Tragflächen ausgerüstet sein, während die Fortgeschrittenschulung mit kurzen, kunstflugtauglichen Flächen stattfinden sollte. Das geforderte, einziehbare Fahrwerk wurde von Gomolzig entwickelt.
Im Vergleich zu diesen „reinrassigen“ Propellerflugzeugen bot der Fantrainer ein vollkommen neues Konzept: Ein kleiner, Jet-ähnlicher Rumpf besaß hinter dem Cockpit eine ummantelte Luftschraube, deren Antrieb sich im Schwerpunkt des Flugzeugs befand und ihm somit ein Jet-ähnliches Lastverhältnis verlieh. Zusätzlich waren die Rotorblätter verstellbar, was dem Flugverhalten eines Jets ebenfalls entgegenkam.
Als sich noch während der Entwicklung des Fantrainers abzeichnete, dass der Audi-NSU EA871-Wankelmotor nicht in die Serienfertigung kommen würde, schlug Hanno Fischer den Aufbau des zweiten Prototyps mit einem Lycoming LTS-101 Turbinentriebwerk vor. Die Bundeswehr entschied sich jedoch für die Allison-250-C20-Turbine, da der zu jener Zeit in der Bundeswehr verwendeten Bölkow Bo 105 zwei davon als Antrieb dienten. Somit hätte die Bundeswehr erfahrenes Wartungspersonal und vorhandene Ersatzteile nutzen können.
Während der mit den EA871-Wankelmotoren betriebene Fantrainer als AWI-2 bezeichnet wurde, erhielt der turbinengetriebene Fantrainer die Bezeichnung ATI-2 (A = Anfangstrainer, W = Wankel / T = Turbine / I = integrierte Mantelschraube / 2 = zweisitzig). Auch eine viersitzige Variante AWI-4 bzw. ATI-4 wurde von Hanno Fischer als Ersatz für die viersitzige Piaggio vorgeschlagen. Der ATI-2KI sollte mit einer verkürzten Tragfläche von 7,88 m als kunstflugtauglicher Fortgeschrittentrainer zum Einsatz kommen.

## Erprobung und Weiterentwicklung (1977–1979)

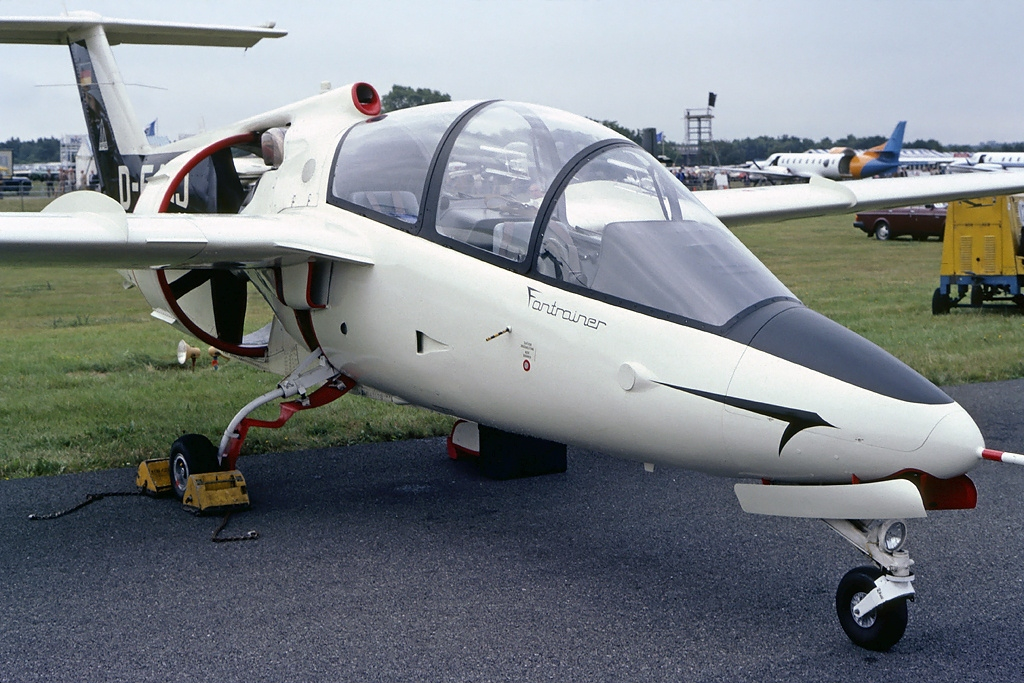
RFB Fantrainer ATI-2, 1982

Am 27. Oktober 1977 startete RFB-Testpilot Göbbels mit dem wankelmotorgetriebenen AWI-2-Prototyp D-EATJ, später zeitweise 98+30 in Mönchengladbach zum Erstflug. Der turbinengetriebene zweite Prototyp ATI-2 D-EATI flog wenige Tage vor dem Beginn des Bundeswehr-Erprobungsprogramms am 31. Mai 1978 erstmals. Beide Flugzeuge werden im Juni 1978 an die Erprobungsstelle 61 der Luftwaffe in Manching abgegeben, wo das Vergleichsfliegen mit der Beech T-34C Turbo Mentor und der schweizerischen Pilatus PC-7 stattfand. Als der ATI-2 im September 1978 bei einem Überführungsflug von Manching zur Airshow in Farnborough bei schlechtem Wetter abstürzte, wurde der AWI-2 D-EATJ auf die Allison-Turbine umgerüstet, da eine Vorentscheidung unter den beiden Mustern bereits zugunsten des turbinengetriebenen Flugzeugs getroffen war. Der ATI-2 gewinnt das Vergleichsfliegen. Das Wehrbeschaffungsamt nahm daraufhin im Juli 1979 die Verhandlungen über den Bau von 30 Einheiten des ATI-2 mit Rhein-Flugzeugbau auf. Die Verhandlungen wurden allerdings im September 1979 beendet, nachdem sich die Luftwaffe aus Kostengründen für einen Weiterbetrieb der Piaggio P.149 bis 1984 entschieden hatte.
Bereits während der Luftwaffen-Erprobung nahm Hanno Fischer Rückmeldungen aus der Flugerprobung als Grundlage für die Weiterentwicklung des Fantrainers auf. Die Forderung nach einer stärker motorisierten Variante des Fantrainers erfüllte Fischer 1979 durch Einbau der leistungsstärkeren C30-Variante der Allison-Turbine mit 600 PS. Auch der Kabinenrumpf wurde auf Grund der Rückmeldungen aus dem Erprobungsprogramm der Bundeswehr etwas verlängert und erhöht. Diese neue Variante des Fantrainers wurde ab 1980 als Fantrainer FT-600 bezeichnet, während der Fantrainer mit der ursprünglichen C20-Variante und modifiziertem Rumpf als FT-400 bezeichnet wurde.
Der ATI-2 Prototyp wurde zwar auf die C30-Variante umgerüstet, erhielt allerdings ein Reduktionsgetriebe. Die Kabinenmodifikationen wurden beim Prototyp zunächst nicht umgesetzt. Der FT-400 und FT-600 blieben zunächst Entwürfe.

## Weitere Entwicklungen und Vermarktung

### Next-Generation-Trainer (NGT) Ausschreibung der USAF (1980)
Nach dem erfolgreichen Abschluss der Fantrainer-Erprobung durch die Bundesluftwaffe waren auch die U.S. Air Force und die U.S. Navy im Sommer 1979 am Fantrainer als Nachfolger für die Cessna T-37B interessiert, für die bis zu 600 Einheiten benötigt wurden. Rhein-Flugzeugbau beteiligte sich 1980 mit dem Partner Vought  an der NGT-Ausschreibung. Die Cockpit-Sektion des Fantrainer-Entwurfs FT-600 wurde gegen eine Variante mit zwei nebeneinander angeordneten Sitzen ausgetauscht. Die Kunststoffflügel des Fantrainers wurden gegen Metall-Tragflächen ausgetauscht, da Vought keine Erfahrungen in der Verarbeitung von GFK-Bauteilen hatte. Außerdem wurde die C30-Variante der einzelnen Allison-Turbine gegen zwei gekoppelte C20-Varianten ausgetauscht, um die Forderung von zwei Motoren in der Ausschreibung zu erfüllen. Der Entwurf wurde im April 1980 als Vought V.538 Ealet von Vought Corporation eingereicht und mit vier Konkurrenzmuster von Cessna, Fairchild, General Dynamics und Rockwell für die Studienphase von der Ausschreibungskommission zugelassen. In der anschließenden Studienphase veränderte Vought das Layout der V.538 stark. Die in den Rumpf integrierte Mantelschraube wird gegen zwei ummantelte Fans am Rumpf getauscht. Der Heckbereich wurde vergrößert und verschalt. Der neue Entwurf Vought V.539 Ealet erwies sich jedoch als zu schwer, um die NGT-Anforderungen zu erfüllen. Der Vought-Entwurf schied im Oktober 1980 aus der NGT-Ausschreibung aus. Gewinner der NGT-Ausschreibung wurde die Fairchild T-46.

### Einsatz bei der thailändischen Luftwaffe (1982–1994)

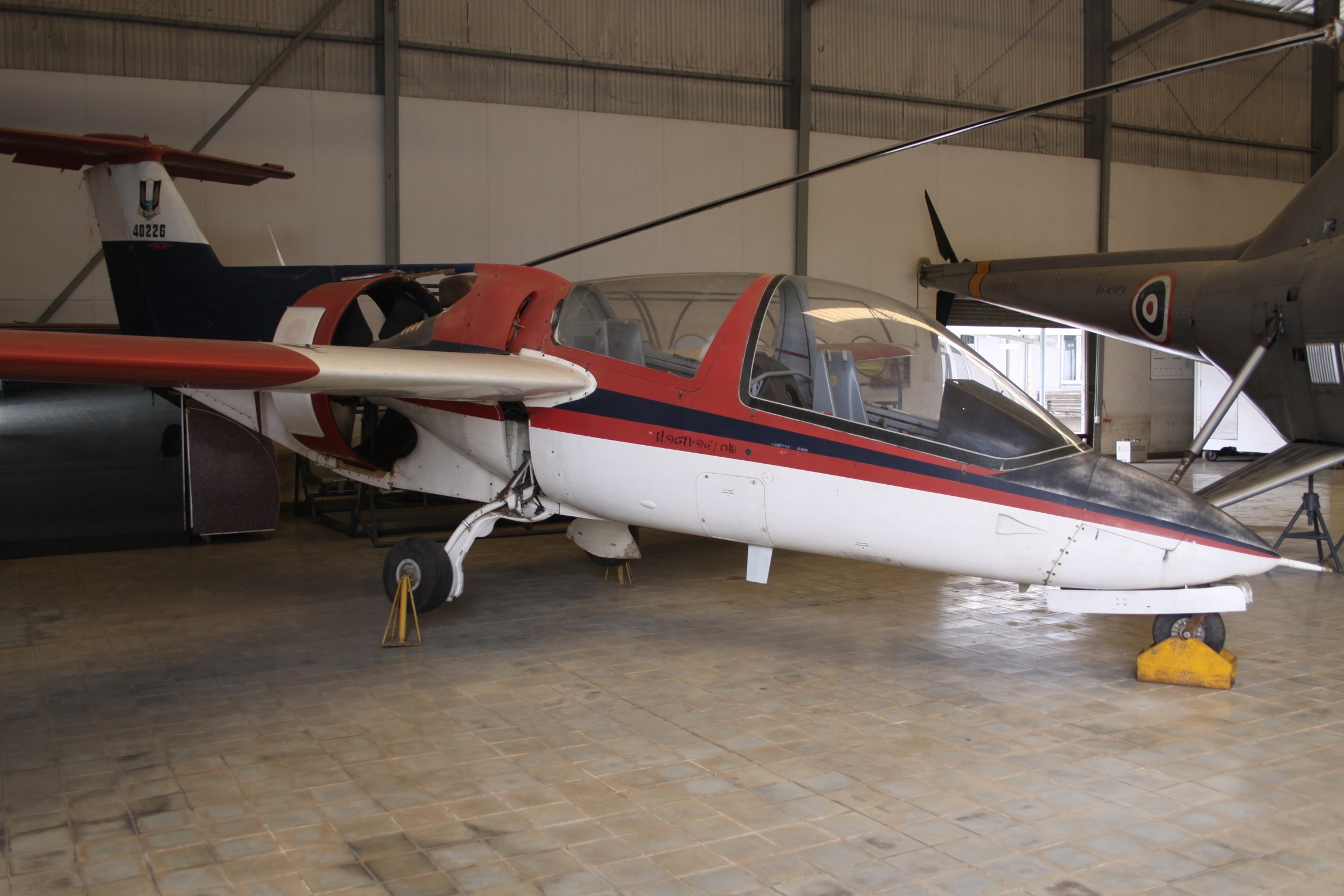
Royal Thai Air Force Fantrainer FT-600 (7880746690)

In Thailand arbeitete das Science and Weapon Systems Development Center der thailändischen Luftwaffe bereits seit 1976 an der Entwicklung eines Trainerflugzeugs RTAF-5 auf Basis einer verkleinerten OV-10 Bronco mit Druckpropeller-Antrieb. Um die Einführung des F-5E Tiger bei der thailändischen Luftwaffe nicht zu verzögern, wurde 1980 die Verwendung des Fantrainers in Thailand untersucht. Im August 1982 bestellte die thailändische Luftwaffe 16 Fantrainer FT-600 und 32 Fantrainer FT-400 bei Rhein-Flugzeugbau. Außerdem zeichnete RTAF 26 Optionen auf weitere Fantrainer FT-600. Abweichend vom Entwurf des FT-400/600 erhielten die thailändischen Fantrainer ein an die F-5 angepasstes Cockpit mit Schleudersitzen, die bei Rhein-Flugzeugbau entwickelt wurden. Vorgesehen war lediglich die Fertigung von Baugruppen bei Rhein-Flugzeugbau in Deutschland. Die Endmontage der Maschinen sollte bei SWSDC in Thailand erfolgen. Um Erfahrungen im Flugzeugbau bei SWSDC zu erweitern, sollten für die FT-400 von SWSDC mit Hilfe von RFB neue Metallflügel konstruiert und später in Thailand gefertigt werden. Die FT-600 behielten ihre Kunststoffflügel aus deutscher Fertigung. Die jeweils ersten beiden FT-400 und FT-600 sollten in Deutschland bei Rhein-Flugzeugbau als Mustermaschinen entstehen.
Am 12. August 1984 startete der FT-600-Prototyp D-EATR in Mönchengladbach zum Erstflug. Die drei anderen Mustermaschinen folgten noch im gleichen Monat. Nach Abschluss der Pilotenausbildung in Mönchengladbach wurden zwei Mustermaschinen (D-EIWG, D-EIWK) zerlegt und nach Thailand verfrachtet. Die beiden anderen Mustermaschinen verblieben für die Bauteilfertigung bei Rhein-Flugzeugbau in Deutschland. Gleichzeitig begann auch der Versand der ersten Baugruppen-Kits nach Thailand. Die Endmontage der ersten FT-600 begann 1986. Bis Ende 1987 wurden 14 Einheiten an die Trainingsverbände als B.F.18k ausgeliefert. Durch Verzögerungen bei der Entwicklung der Metalltragflächen begann die Endmontage der ersten FT-400 erst 1988. Sie kommen als B.F.18 bei den Trainingsverbänden zum Einsatz. Die Metallflügel erwiesen sich jedoch als zu schwer und ungenau in der Fertigung. Nach der Montage von 11 Fantrainer FT-400 wurde die Montagelinie in Thailand 1992 eingestellt. Nach der Insolvenz von Rhein-Flugzeugbau im Jahr 1994 wurden die Fantrainer bei der thailändischen Luftwaffe außer Dienst gestellt und eingelagert.

### Zweites Auswahlverfahren in Deutschland (1985–1987)

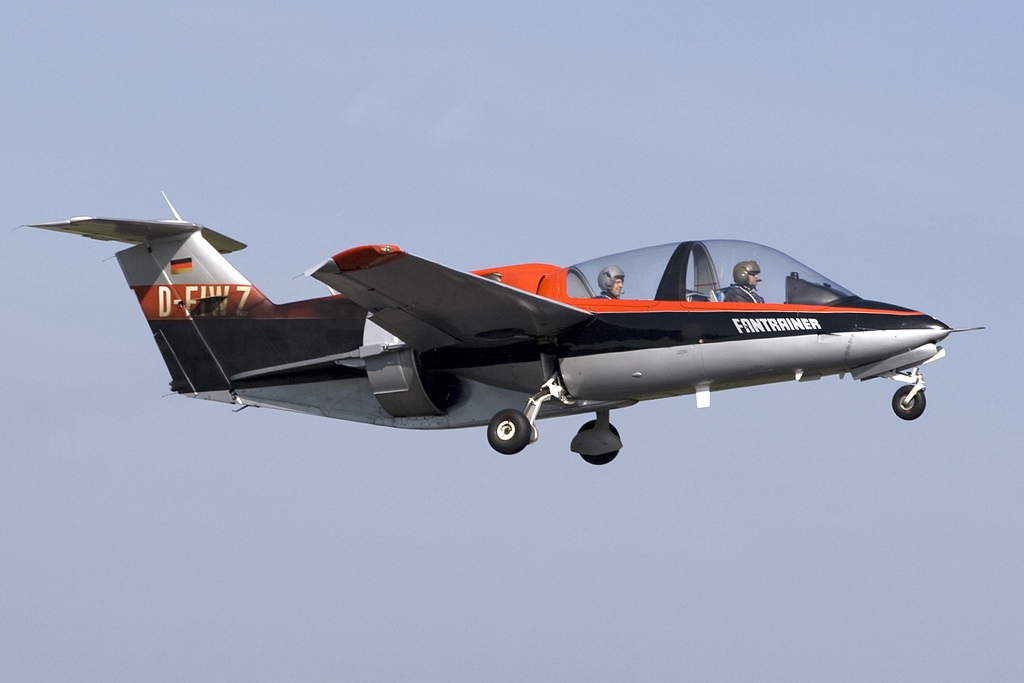
RFB Fantrainer FT-400 / FT-600, Private JP6233226

Das Interesse in Deutschland erwachte Mitte der 1980er Jahre erneut, da die Luftwaffe mittlerweile nach einem Nachfolgemodell für die Piaggio P.149 suchte. Zwischen Juli und September 1985 wurde sowohl das Modell 400 als auch das Modell 600 umfangreichen Tests unterzogen, jedoch entschied sich das Bundesverteidigungsministerium abermals gegen den Fantrainer. Die militärische Jetpilotenausbildung wurde 1987 in der Folge komplett in die USA verlagert.
Um die Nachschulung von Piloten in Deutschland durchführen zu können, entschied sich die Luftwaffe 1989 zur Beschaffung von zwei Low-Cost-Airborne-Simulatoren auf Basis des Fantrainers und stellte diese in die Haushaltsplanung 1990 ein. Durch die veränderte weltpolitische Lage konnte das Verteidigungsministerium in den Haushaltsausschuss-Sitzungen den Bedarf 1990 nicht mehr hinreichend begründen und verzichtete im Januar 1992 endgültig auf die Beschaffung der beiden Fantrainer.

### Joint Primary Aircraft Training System (JPATS) der USAF (1990)
An der 1989 in den USA neu aufgelegten JPATS-Ausschreibung für ein Trainerflugzeug beteiligte sich die frühere RFB-Muttergesellschaft MBB. Mit der Entwicklung beauftragte der MBB-Konzern seine Tochtergesellschaft Rhein-Flugzeugbau, bei der inzwischen Christoph Fischer die technische Leitung übernommen hatte. Unter der Bezeichnung Fanranger verwendete Christoph Fischer den hinteren Metallrumpf des Fantrainers und führte den vorderen Rumpfteil komplett in GFK-Bauweise aus. Der Fanranger war erheblich größer als der ursprüngliche Fantrainer und wurde mit einem P&W JT15D-5C Turbofan-Triebwerk betrieben. Nach Verkauf von Rhein-Flugzeugbau an ABS International wurde die Entwicklung und der Bau erster Baugruppen noch in Mönchengladbach durchgeführt. Die weiteren Arbeiten wurden dann aber nach Manching verlagert und gemeinsam mit dem amerikanischen Partner Rockwell abgeschlossen. Der Fanranger, später auch Rockwell Ranger 2000 unterlag bei der JPATS-Ausschreibung der Raytheon MkII.

### Weitere Entwicklungen
Nachdem sich auch der Fantrainer FT-600 für viele Ausschreibungen als untermotorisiert erwiesen hatte, entstanden seit Mitte der achtziger Jahre bei Rhein-Flugzeugbau eine Reihe stärker motorisierter Fantrainer-Entwürfe. Bekannt geworden sind der FT-800 von 1993, FT-1000 von 1988, FT-1200 und FT-1500. Der FT-1000 wurde speziell für eine Anfrage aus Paraguay auch als Waffenträger konzipiert.
Anfang der neunziger Jahre entstand unter Christoph Fischer bei Rhein-Flugzeugbau noch der Entwurf des Rhein-Flugzeugbau Tiro-Trainer. Er sollte mit einem Williams-Rolls-Royce-FJ44-Triebwerk ausgestattet werden und moderne Mantelschrauben-Technologie verwenden, die Hanno Fischer Ende der achtziger Jahre noch im Rahmen der Whisperfan-Technologie entwickelt hatte. Er wurde noch 1994 der thailändischen Luftwaffe als Ersatz für die RTAF Fantrainer angeboten. Für eine Umsetzung des Entwurfs standen bei Rhein-Flugzeugbau nach dem Ausscheiden aus dem DASA-Konsortium keine Mittel mehr zur Verfügung.

### Neuauflage 2010

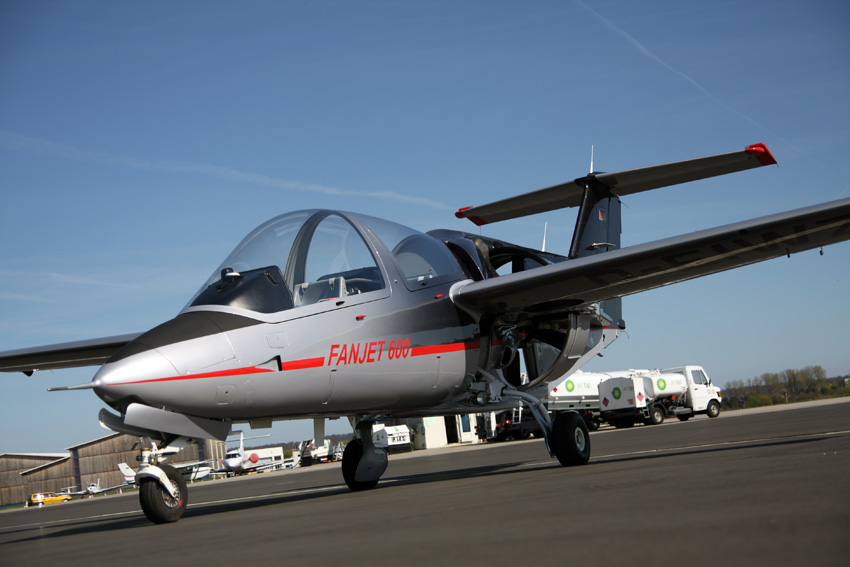
Fanjet 600

Im Jahre 2010 erwarb das Unternehmen Fanjet Aviation GmbH die Konstruktions-, Bau- und Prüfunterlagen sowie die Zulassungsdokumente mit dem Ziel, die Produktion des ehemaligen „Fantrainers“ wieder aufzunehmen. Zudem erwarb die Firma die Markenrechte an „Rhein-Flugzeugbau“ sowie an den Vereinigten Flugtechnische Werken (VFW), der früheren Muttergesellschaft von Rhein-Flugzeugbau. Stand 2024 gibt es noch drei flugfähige Exemplare (ehemalige Werksflugzeuge von Rhein Flugzeugbau), jedoch noch keine Neuproduktion.

## Varianten
- RFB AWI-2 – Fantrainer-Prototyp von 1977 mit Wankelmotor, später umgerüstet auf ATI-2-Standard
- RFB ATI-2 – zweiter Fantrainer-Prototyp mit Allison Turbine von 1978, Verlust durch Absturz 1978
- RFB ATI-2ki – wie ATI-2 mit verkürzter Tragfläche
- RFB ATI-4 – projektierte viersitzige Fantrainer-Variante von 1974
- RFB FT-400 – modifizierter Cockpitbereich mit Allison 250-C20B von 1984
- RTAF FT-400 – wie RFB FT-400 mit Metallflügel aus thailändischer Produktion
- RTAF B.F.18 – Typenbezeichnung RTAF FT-400 in Thailand
- RTAF B.F.18k – Typenbezeichnung RTAF FT-600 in Thailand
- RFB FT-600 – modifizierter Cockpitbereich mit Allison 250-C30B von 1984
- RFB FT-800 – projektiert mit 800 PS Turbinen-Antrieb von 1993
- RFB FT-1000 – projektiert mit 1000-PS-Turbinen-Antrieb und Waffenträger-Aufnahme, projektiert für Paraguay von 1988
- RFB FT-1200 – projektiert mit 1200-PS-Turbinen-Antrieb
- RFB FT-1500 – projektiert mit 1500-PS-Turbinen-Antrieb
- RFB Tiro Trainer – modernisierte Version des Fantrainer von 1994
- Fanjet FJ-600 – modernisierte Version des RFB FT-600

## Zwischenfälle
Quelle: Aviation Safety Network
- 7. September 1978, RFB-D2, D-EATI, Absturz bei schlechter Sicht nahe Bingen
- August 1989, RFB-020, Royal Thai Air Force, Verlust durch Absturz
- 29. Februar 1990, RFB-D1, D-EATJ, Triebwerksausfall und Notlandung bei Venlo
- 17. Februar 1992, RFB-013, RTAF, Absturz bei Ban Nam Lat mit zwei Toten
- 20. Oktober 1993, RFB-025, RTAF, Absturz bei Tambon Tung Bua
- 12. Dezember 1994. RFB-002, RTAF 40211, Absturz bei Tambon Nong Yaphong, zwei Tote

## Technische Daten
| Kenngröße             | Fantrainer ATI-2                       | Fantrainer 400                         | Fantrainer 600                        |
| --------------------- | -------------------------------------- | -------------------------------------- | ------------------------------------- |
| Besatzung             | 2                                      | 2                                      | 2                                     |
| Länge                 | 8,95 m                                 | 9,48 m                                 | 9,48 m                                |
| Spannweite            | 9,60 m                                 | 9,70 m                                 | 9,70 m                                |
| Höhe                  | 2,90 m                                 | 3,16 m                                 | 3,16 m                                |
| Flügelfläche          | 13,90 m²                               | 14 m²                                  | 14 m²                                 |
| Flügelstreckung       | 6,6                                    | 6,7                                    | 6,7                                   |
| Leermasse             | 925 kg                                 | 1114 kg                                | 1160 kg                               |
| max. Startmasse       | 1580 kg                                | 1800 kg                                | 2300 kg                               |
| Höchstgeschwindigkeit | 208 kn (385 km/h)                      | 370 km/h                               | 417 km/h                              |
| Dienstgipfelhöhe      | 20.000 ft (6.096 m)                    | 6.100 m                                | 7.600 m                               |
| max. Reichweite       | 1300 km                                | 1186 km                                | 1037 km                               |
| Triebwerke            | 1 × Turbinentriebwerk Allison 250-C20B | 1 × Turbinentriebwerk Allison 250-C20B | 1 × Turbinentriebwerk Allison 250-C30 |
| Leistung              | 420 PS (ca. 310 kW)                    | 420 PS (ca. 310 kW)                    | 650 PS (ca. 480 kW)                   |